# Meritxell Budó i Pla
Meritxell Budó i Pla (Barcelona, 8 de març de 1969) és una política catalana i actual alcaldessa de la Garriga. Va ser secretària d'Atenció Sanitària i Participació del Departament de Salut entre 2021 i 2022. Llicenciada en farmàcia i màster en indústria farmacèutica i parafarmacèutica, la seva trajectòria laboral ha estat vinculada a la indústria farmacèutica veterinària amb responsabilitats de direcció tècnica.
Des dels sis anys viu a la Garriga, municipi del qual ha estat alcaldessa en diversos mandats: des del 16 de juny de al 27 de març de 2008 (quan una moció de censura li va fer perdre l'alcaldia), des de 2011 fins a 2019, i a partir de juny de 2023; i regidora de Governació i Seguretat Ciutadana. També va ocupar el càrrec de vicepresidenta quarta de la Diputació de Barcelona i va ser membre del Consell Comarcal del Vallès Oriental. Es va afiliar a Convergència Democràtica de Catalunya (CDC) el 2002, va ser-ne presidenta local des de 2004 i membre de la permanent de la comissió nacional de política municipal de CDC. El 2011 va presidir el Fons Català de Cooperació.
El 2017 va anar a les llistes de Junts per Catalunya per Barcelona a les eleccions al Parlament de Catalunya de 2017. El 24 de març del 2019 va ser nomenada Consellera de la Presidència i portaveu del Govern en substitució d'Elsa Artadi, i va renunciar a l'alcaldia de la Garriga. Sota el seu mandat, el govern va aprovar el Pla Únic d'Obres i Serveis 2020-2024 dotat amb 250 milions.
El juliol del 2020 va passar a formar part de Junts per Catalunya deixant la militància del Partit Demòcrata el dia 31 d'agost del 2020. Meritxell Budó és una de les persones que van ser espiades pel programa Pegasus, en el cas de ciberespionatge a polítics que es coneix com a Catalangate.
Va deixar la secretària d'Atenció Sanitària i Participació del Departament de Salut el 18 d'octubre del 2022, després de la crisi de Govern entre ERC i Junts. El 2023 es presentà com a alcaldable a la Garriga a les eleccions municipals, en les quals resultà guanyadora. Fou investida alcaldessa de la Garriga el 17 de juny de 2023.